# Lishui
Lishui (cinese: 丽水; pinyin: Líshuǐ) è una città-prefettura della Cina nella provincia dello Zhejiang.